# Szupper Alfréd
Szupper Alfréd (Rőt, Vas vármegye, 1856. március 24. – Bécs, Német Birodalom, 1943.) egyházi karnagy, zeneszerző.

## Életmű
Középiskolai tanulmányai befejeztével a tanítói pályára lépett, már tanuló korában nyilvánuló zenei hajlamai azonban csakhamar Bécsbe vonták, ahol a legnevesebb zenetanárok vezetése mellett egészítette ki és fejezte be zenei tanulmányait. 
Tanulmányainak mindig legkedveltebb tárgya volt a 15. és 16. század klasszikus egyházi zenéje, az ellenpontozatos zene és a zeneszerzés, stb. Mint a Szent Ambrusról elnevezett bécsi orgonaiskola legelső végzős növendéke, 1885-ben kitüntetéssel nyerte el a végleges oklevelet. Rövid ideig orgonás és karnagy volt Kőszegen, később zenetanár a jezsuiták híres kalksburgi nemesi intézetében, majd pedig a csorna-premontrei kanonokrend karnagya Csornán.
Szerzeményei javarészt egyházi zeneművek, szigorúan egyházi szellemben és modorban s ezen irány érdekében 1890-ben egy tanulmányt is adott ki: A katholikus egyházi zene címen. Szerzeményeinek száma megközelíti a 70-et, és felöleli a zeneköltészet majd minden ágát.
Az 1897 őszén a székesfővárosban, Bogisich Mihály püspök és kiváló egyházi zenész elnöklete alatt tartott első magyar egyházzenei kongresszus tanácskozásain feltűnést keltett nagy készültségre illetve kiváló szakképzettségre valló felszólalásaival. Ezen a kongresszuson alakult meg a magyar egyházi zene reformját célzó Magyar Cecília Egyesület, melynek bíráló bizottsága Bogisich Mihály, Szautner Zsigmond, Langer Viktor, Erney József, Lányi Ernő stb. egyházi zeneszerzőkből állt. Alighogy megalakult az egyesület, Szupper Alfréd azonnal öt művet nyújtott be egyszerre, melyeket a bíráló bizottság egyhangú dicsérettel fogadott, jegyzékébe vett és így a magyar egyházi zene reformja, nem más mint Szupper Alfréd nevével és működésével vette kezdetét.